# Orne (flod)
Orne är en flod i Normandie i nordvästra Frankrike. Den har gett namn åt departementet Orne. Floden rinner upp vid Aunou-sur-Orne, är 170 kilometer lång och mynnar ut i Seinebukten vid Engelska kanalen vid hamnstaden Ouistreham.
Floden rinner genom departementen Orne och Calvados.

Skiss över floden Ornes utsträckning.